# Uller (Schiff, 1943)
Die Uller (IMO-Nr. 5372458) war ein norwegischer Bergungsschlepper, der unter verschiedenen Namen von 1943 bis 2008 Dienst tat.

## Bau, Technische Daten und Dienst in der Kriegsmarine
Das Schiff lief 1943 mit der Baunummer 107 auf der Moss Werft in Moss (Norwegen) mit dem Namen Topdalsfjord II vom Stapel. Schwesterschiff war die etwas größere Gulosenfjord. Beide Schiffe waren ursprünglich als Walfänger für die Reederei Sobral geplant, aber der Bau verschleppte sich, da die Werft vordringlich Walfänger für die Vorposten- und Sicherungsflottillen der Kriegsmarine bewaffnen musste. Das Schiff wurde als Schlepper fertiggebaut und am 1. August 1943, unmittelbar nach seiner Fertigstellung, von der deutschen Kriegsmarine requiriert und der Marineausrüstungsstelle (MAST) Kristiansand-Süd zugeteilt. Es war 37,85 m lang und 7,60 m breit, hatte 3,63 m Tiefgang und war mit 303 BRT bzw. 95 NRT vermessen. Der Antrieb bestand aus einer 3-Zylinder-Dreifachexpansions-Dampfmaschine mit 600 PS und einer Schraube. Die Höchstgeschwindigkeit betrug 11 Knoten.

## Bergungsschlepper Uller
Nach Kriegsende im Mai 1945 wurde das Schiff von der norwegischen Regierung als ehemaliges Feindeigentum übernommen und 1946 an die Norsk Bjergningskompagni in Bergen verkauft, die es nach dem altnordischen Gott des Winters in Uller (Rufzeichen LLAD) umbenannte und 1949 zum eisbrechenden Hochseeschlepper umbauen ließ. Heimathafen wurde Trondheim. Die Uller war nun 40,24 m lang und 7,57 m breit, hatte 3,76 m Tiefgang und war mit 319 BRT bzw. 101 NRT vermessen. Der Öffentlichkeit bekannt wurde die Uller, als sie am 17. Oktober 1950 das bei Heggebåen nahe Florø auf Grund gelaufene Hurtigruten-Schiff Kong Harald freischleppte und nach Trondheim brachte. Im Jahre 1960 erhielt das Schiff neue Aufbauten.

## Wanderjahre
Nach nahezu 25 Jahren Dienst als Uller bei der Norsk Bjergningskompagni hatte das Schiff in den folgenden Jahrzehnten eine Anzahl schnell wechselnder Eigner und auch häufig wechselnde Namen. Im Jahre 1969 wurde es an Ivar & Kåre Refsnes in Stoksund am Stokksund verkauft. Die neuen Eigner ließ die alte Dampfmaschine herausnehmen und hatten Pläne, das Schiff zum Frachtschiff umzubauen, aber dann geschah nichts mehr. 1972 verkauften sie das Schiff an Misje Mekaniske Verksted in Bergen, die es in Jomi umbenannte, als Wetterschiff ausrüsten wollten und einen 780 PS Dieselmotor von Normo einbauen ließen. Als die Jomi dann auf der Werft von Gravdal Skipsbyggeri bei Bergen von der Slipanlage zu Wasser gelassen wurde, kenterte sie, wurde aber sofort gehoben und zur Werft von Mjellem & Karlsen in Bergen geschleppt, wo das Schiff dann doch wieder als Schlepper (276 BRT, 34 NRT) fertiggestellt wurde. Dabei wurde der Normo-Motor durch einen 6-Zylinder-Viertakt-Dieselmotor von Alco mit 4140 PS ersetzt, der eine Geschwindigkeit von 12 Knoten ermöglichte. Nach Fertigstellung der Umbauarbeiten wurde das Schiff noch 1973 von der Muttergesellschaft Kåre Misje & Co. übernommen. 1975 wurde das Schiff an die K/S Jaki A/S in Bergen verkauft, aber weiterhin von Kåre Misje bereedert. Bereits 1976 wurde die Maschinenanlage erneut ausgewechselt; das Schiff erhielt diesmal einen 16-Zylinder-Viertakt-Dieselmotor mit 3560 PS, der 15,5 Knoten ermöglichte. Gleichzeitig wurde eine Brunvoll-Querstrahlsteueranlage mit 550 PS eingebaut. Ab 1980 war die Jomi dann nur noch Standby-Schiff. 1981 erfolgte ein erneuter Umbau bei Fitjar Mekaniske Verksted.
Im Juli 1987 wurde das Schiff an die Polaris Towage Co. in Valletta (Malta) verkauft und erhielt den Namen Wilma. Im Juli 1988 wurde es nach Schweden an J.T.S. Sjöfart in Varberg verkauft und wieder in Jomi umbenannt. Als 1990 J.T.S. Sjöfart 1990 in Konkurs ging, wurde die Jomi bei der Zwangsversteigerung in Göteborg am 10. Mai 1990 von der Eide Shipping A/S in Høylandsbygd bei Bergen erworben, die es in Eide Chief umbenannte, aber schon bald an die Em. Z. Svitser Bjergnings Entreprise in Kopenhagen veräußerte. Im März 1993 kaufte die Taubåtskompaniet in Trondheim das inzwischen sehr heruntergekommene Schiff und nannte es nunmehr Boa Chief. Ab Juni 2001 fuhr das Schiff unter honduranischer Flagge mit dem Rufzeichen HQVV7. Im Dezember 2003 kam es an die Reederei Red Sea Shipping in Limassol (Zypern), die es in Ocean Chief umbenannte; neues Rufzeichen war P3SE9.

## Ende
Im Jahre 2004 wurde das Schiff an Elenmar Maritime Ltd. in Limassol verkauft und in Ocean Lady umbenannt, Rufzeichen HO4031. Ab September 2005 war die Ocean Lady dann in Panama für die Elenmar Maritime registriert. Im Frühjahr 2007 wurde sie im Hafen von Ceuta von einem Gericht beschlagnahmt und danach von ihren Eignern und der Besatzung aufgegeben. Zunehmend verwahrlost wurde sie dann von illegalen Einwanderern, die auf eine Überfahrt nach Spanien hofften, als Unterkunft genutzt. Als am 3. Januar 2008 in einem mit Müll gefüllten Raum unter Deck ein Feuer ausbrach, wurde das Schiff aus dem Hafen geschleppt, sank aber dabei etwa zwölf Kilometer außerhalb des Hafens in tiefem Wasser am östlichen Ausgang der Straße von Gibraltar.